# Necropoli Madonna dell'Olivo
La Necropoli Madonna dell'Olivo è una necropoli etrusca che si trova a Tuscania in provincia di Viterbo, che prende il nome da una vicina piccola chiesa rinascimentale.

## Descrizione
I primi scavi furono condotti dalla famiglia Campanari all'inizio dell'Ottocento. In epoca moderna sono stati compiuti altri scavi, e nel 1967 sono state scoperte le tombe Curunas e la tomba del Sarcofago delle Amazzoni.
La necropoli si sviluppa sul fianco di un rilievo su tre diversi gradoni: sul primo si trova la Grotta della Regina, sul secondo una serie di sepolcri di epoca arcaica, sul terzo le Tombe Curunas e la tomba del Sarcofago delle Amazzoni.  I reperti qui ritrovati sono oggi esposti nel Museo archeologico nazionale Tuscanese.
Grotta della Regina
Anche nota come tomba della Regina, deve il proprio nome alla figura femminile incoronata, che però si dissolse poco dopo l'apertura del sepolcro. Si tratta di un vasto sepolcro sotterraneo, tra i primi ritrovati a Tuscania, riferibile al cosiddetto periodo ellenistico (IV - II secolo a.C.). La tomba si caratterizza per la particolare planimetria a elle, e per dare accesso a un intricato sistema di gallerie, oggi completamente mappato.
Tombe Curunas
Si tratta di tre tombe, scoperte tra il 1967 e il 1970, che hanno restituito una notevole quantità di sarcofagi (21 sarcofagi interi e 12 frammentari) e di corredi funebri, tra i quali si segnalano un prezioso servizio da mensa e una pregevole serie di ceramiche a figure rosse. Le tombe, parzialmente crollate, presentavano un importante ingresso monumentale, atte a indicare l'importanza della famiglia etrusca.
Tomba del Sarcofago delle Amazzoni
Si tratte di due sepolcri, parzialmente crollati, dove è stato ritrovato il cosiddetto sarcofago delle Amazzoni, databile alla seconda metà del IV secolo a.C.